# FIBA 명예의 전당
FIBA 명예의 전당 또는 FIBA 농구 명예의 전당은 국제 경쟁 농구 에 크게 기여한 선수, 코치, 팀, 심판 및 관리자를 기린다. 1991년 FIBA 에서 설립했다. 원래 스페인 마드리드 지방 알코벤다스 에 페드로 페란디스 재단 에서 건립했으며, 65개국 이상에서 온 약 10,000권의 농구 서적과 950권의 잡지를 소장하고 있는 세계 최대의 농구 도서관인 " 사마란치 도서관" 을 포함 했다. 중앙 위원회의 비준 후 2013년 공사가 완료된 후 패트릭 바우만 농구 하우스 의 일부로 새로운 FIBA 본부로 이전했다.